# Bouresse
Bouresse é uma comuna francesa na região administrativa da Nova Aquitânia, no departamento de Vienne. Estende-se por uma área de 36,62 km². Em 2010 a comuna tinha 605 habitantes (densidade: 16,5 hab./km²).